# Svensta
Svensta is een plaats in de gemeente Åre in het landschap Jämtland en de provincie Jämtlands län in Zweden. De plaats heeft 118 inwoners (2005) en een oppervlakte van 40 hectare. De plaats ligt aan de Europese weg 14 en de rivier de Indalsälven.